# Gheorghe Bucur
Gheorghe "Gigel" Bucur (n. Bucarest, Rumania, 8 de abril de 1980) y es un futbolista rumano. Juega de delantero y actualmente milita en el FC Kubán Krasnodar de la Liga Premier de Rusia.

## Clubes
| Club                         | País    | Año           |
| ---------------------------- | ------- | ------------- |
| Sportul Studențesc București | Rumania | 1998-2005     |
| FC Politehnica Timișoara     | Rumania | 2005-2010     |
| FC Kubán Krasnodar           | Rusia   | 2010-presente |

## Selección nacional
Ha sido internacional con la Selección de fútbol de Rumania; donde hasta ahora, ha jugado 24 partidos internacionales y ha anotado 4 goles por dicho seleccionado.